# Demy (cantante)
Demy, pseudonimo di Dīmītra Papadea (IPA: [ˈðimitra papaˈðea]; in greco Δήμητρα Παπαδέα?; Atene, 21 agosto 1991), è una cantante greca.
Dopo aver pubblicato due album e dopo aver vinto 10 MAD Video Music Awards, i principali premi musicali in Grecia, è stato confermato che Demy rappresenterà la sua nazione all'Eurovision Song Contest 2017. La sua canzone, This Is Love, è stata scelta dal pubblico greco e da una giuria internazionale il 6 marzo 2017.
Demy si esibisce nella prima semifinale e riesce a qualificarsi all'ultimo atto classificandosi decima con 115 punti. Nella serata finale, conquista 77 punti, che le valgono il 19º posto.

## Discografia

### Album in studio
- 2012 – #1
- 2014 – Rodino oniro
- 2017 – Kontra

### EP
- 2012 – Mono brosta
- 2012 – Poses hiliades kalokeria
- 2019 – Retrospective

### Raccolte
- 2017 – Demy